# Португалія в Європейському Союзі
Відносини між Португальською Республікою та Європейським Союзом — це вертикальні відносини за участю наднаціональної організації та однієї з її держав-членів.

## Історія
Португальські кроки щодо приєднання до Європейського економічного співтовариства почалися зі смертю Антоніу де Олівейри Салазара в 1968, припиненням його диктаторського режиму Нової Держави. Обов’язок мати стабільний демократичний політичний режим є передумовою для подання Маріо Соарешом заявки на членство країни 28 березня 1977, через три роки після революції гвоздик.
Португалія офіційно вступила до Європейського Союзу 1 січня 1986 року, одночасно з Іспанією. Це членство дозволило їй консолідувати свою демократичну політичну систему та сприяти економічному розвитку.
У 2011 країна зазнала сильного впливу економічної та фінансової кризи і була змушена звернутися за допомогою до Міжнародного валютного фонду (МВФ) та ЄС, що поставило під загрозу своє економічне процвітання; країні поступово вдалося повернутися до зростання і скоротити свій дефіцит; населення залишається переважно прихильним до ЄС.

## Політичні відносини
Португалія обирає 21 депутата до Європарламенту. На європейських виборах 2019 року Соціалістична партія посіла перше місце і отримала 9 депутатів, випередивши правоцентристську СДП, яка отримала 6 місць. Нинішній єврокомісар – Еліза Феррейра, яка відповідає за згуртованість та реформи.
Колишній президент Комісії (2004-2014) Жозе Мануель Дурао Баррозу має португальське громадянство.
Португалія вчетверте головувала в Раді Європейського Союзу з січня по червень 2021 року. Попередні головування були в 1992, 2000 і 2007.